# Thomas Pennant

Thomas Pennant

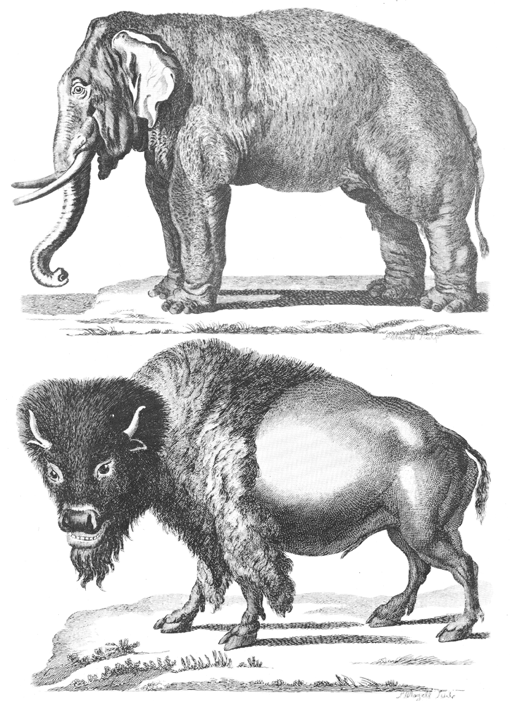
Elefant und Bison nach Thomas Pennant, 1793 aus The Natural History and Antiquities of Selborne

Thomas Pennant (* 14. Juni 1726 in Whitford, Flintshire; † 16. Dezember 1798) war ein walisischer, britischer Naturwissenschaftler, Ornithologe, Zoologe und Altertumsforscher.

## Leben und Wirken
Er wurde in eine walisische Adelsfamilie geboren, die im 18. Jahrhundert bei Bychton einen großen Gutshof hatte. 1724 hatte sein Vater David Pennant auch das benachbarte Gut in Downing von einem Cousin übernommen. Thomas genoss eine frühe Ausbildung in einem Gymnasium in Wrexham, bevor er 1740 in die “Thomas Croft’s school” in Fulham wechselte. 1744 trat er der Queen’s College in Oxford bei, um später auf das Oriel College (College der Universität Oxford) zu wechseln. Wie viele Studenten aus wohlhabenden Familien verließ er 1771 ohne Diplom das College.
Thomas Pennant erzählte später, dass er als zwölfjähriger Junge seine Berufung als Naturhistoriker verspürte, die nicht zuletzt durch ein Buch des Ornithologen Francis Willughby verstärkt wurde. Er machte mit verschiedenen Zoologen, wie William Borlase, Touren durch die ganze Welt und half ihnen bei ihren Forschungen. 1757 wurde er, nach Fürsprache durch Carl von Linné, in die Königliche Gesellschaft der Wissenschaften in Uppsala aufgenommen. 1766 veröffentlichte er den ersten Teil seines Buches British Zoology. Während dieser Arbeit besuchte er den europäischen Kontinent und machte Bekanntschaften mit Georges-Louis Leclerc de Buffon, Voltaire, Albrecht von Haller und Peter Simon Pallas.
Thomas Pennant stellte in seiner Schrift British Zoology von 1777 erstmals die Crustaceen ohne Chelicerata unabhängig von bzw. eigenständig neben den Insekten heraus.

## Ehrungen
Nach ihm wurde der Pennantsittich (Platycercus elegans) sowie der Fischermarder (Pekania pennanti), der Pennant-Stummelaffe (Piliocolobus pennantii) und das Nördliche Palmenhörnchen (Funambulus pennantii) sowie die Gattung Pennantia und die Familie Pennantiaceae der Blütenpflanzen benannt.
Das 1946 von Walter Campbell Smith, Frederick Allen Bannister und Max Hutchinson Hey erstbeschriebene Mineral erhielt ihm zu Ehren den Namen Pennantit.

## Schriften
- British Zoology. 1766
- British Zoology. 1777
- Genera of birds. 1773, Online
- Arctic Zoology. 1785–1787
- The Natural History and Antiquities of Selborne. 1793 (zusammen mit Gilbert White)

## Werke
- Synopsis of Quadrupeds. 1771
- A Tour in Wales. 1778 & 1781
- Journey to Snowdon I. & II. 1781 & 1783
- Journey from Chester to London. 1782
- Account of London. 1790
- Literary Life of the late T. Pennant. 1793
- Outlines of the Globe I., II., III. & IV. – 1798 & 1790